# بيير إف. غودريش
بيير إف. غودريش (بالإنجليزية: Pierre F. Goodrich)‏ هو محامي أمريكي، ولد في 10 سبتمبر 1894، وتوفي في 25 أكتوبر 1973.